# The Daily Sport
The Daily Sport (Men) est un quotidien d'information britannique, publié par Daily Sport Ltd. Il est spécialisé dans les informations liées aux célébrités, et dans les histoires et images pornographiques softs. Le quotidien a été lancé en 1991 par David Sullivan, à la suite de son titre paraissant le dimanche, Sunday Sport (publié la première fois en 1986). Sa publication cesse le 1er avril 2011, et il fait sa réapparition en ligne à partir du 7 juin de la même année, à la suite de son rachat par l'entrepreneur Grant Miller.